# Pietro Serantoni
Pietro Serantoni (12. prosinec 1906, Benátky, Italské království – 6. říjen 1964, Řím, Itálie) byl italský fotbalista. Hrával na pozici záložníka. Později se stal i trenér. Byl jedním z nejlepších záložníků ve své době. Téměř nevyčerpatelný hráč, i když nebyl vybaven technikou, byl schopen přerušit a znovu nastartovat akci k útoku. Měl velmi silnou střelu. Jeho hlavním darem však bylo naprosté odhodlání, které v každém zápase věnoval týmu.
Fotbalově vyrostl v Benátkách. Poté odešel na vojnu do města Milán, zde hrál za místní klub Minerva, poté jej koupil klub US Milanese, který se poté sloučila s Interem. Prvního titulu se dočkal již v sezoně 1929/30 ve které vstřelil 16 branek. V roce 1934 odešel do Juventusu, s nimž vyhrál svůj druhý titul v sezoně 1934/35. V roce 1936 odešel do Říma, ve které hrál do roku 1940. Kariéru zakončil v roce 1942 v Suzzaře.
S italskou reprezentací odehrál celkem 17 utkání. To první bylo již 12. února 1933. Byl ve vítězném mužstvu na MS 1938.
Jako trenér se velkého úspěchu dočkal v sezoně 1947/48. To vyhrál druhou ligu a pomohl Padově k postupu do nejvyšší ligy.

## Hráčská statistika
| Sezóna                 | Klub                   | Liga                   | Liga   | Liga | Ligové poháry | Ligové poháry | Ligové poháry | Kontinentální poháry | Kontinentální poháry | Kontinentální poháry | Celkem | Celkem |
| Sezóna                 | Klub                   | Soutěž                 | Zápasy | Góly | Soutěž        | Zápasy        | Góly          | Soutěž               | Zápasy               | Góly                 | Zápasy | Góly   |
| ---------------------- | ---------------------- | ---------------------- | ------ | ---- | ------------- | ------------- | ------------- | -------------------- | -------------------- | -------------------- | ------ | ------ |
| 1928/29                | Ambrosiana-Inter       | 1. divize              | 6      | 2    | -             | 0             | 0             | -                    | 0                    | 0                    | 6      | 2      |
| 1929/30                | Ambrosiana-Inter       | Serie A                | 31     | 16   | -             | 0             | 0             | Stř.P                | ?                    | ?                    | 31+    | 16+    |
| 1930/31                | Ambrosiana-Inter       | Serie A                | 31     | 11   | -             | 0             | 0             | -                    | 0                    | 0                    | 31     | 11     |
| 1931/32                | Ambrosiana-Inter       | Serie A                | 25     | 9    | -             | 0             | 0             | -                    | 0                    | 0                    | 25     | 9      |
| 1932/33                | Ambrosiana-Inter       | Serie A                | 32     | 8    | -             | 0             | 0             | Stř.P                | ?                    | ?                    | 32+    | 8+     |
| 1933/34                | Ambrosiana-Inter       | Serie A                | 27     | 9    | -             | 0             | 0             | Stř.P                | ?                    | ?                    | 27+    | 9+     |
| 1934/35                | Juventus               | Serie A                | 15     | 5    | -             | 0             | 0             | Stř.P                | ?                    | ?                    | 15+    | 5+     |
| 1935/36                | Juventus               | Serie A                | 20     | 2    | IP            | 2             | 0             | -                    | 0                    | 0                    | 22     | 2      |
| 1936/37                | Řím                    | Serie A                | 23     | 3    | IP            | 5             | 1             | Stř.P                | ?                    | ?                    | 28+    | 4+     |
| 1937/38                | Řím                    | Serie A                | 22     | 2    | IP            | 1             | 0             | Stř.P                | ?                    | ?                    | 23     | 2      |
| 1938/39                | Řím                    | Serie A                | 18     | 2    | IP            | 1             | 0             | -                    | 0                    | 0                    | 19     | 2      |
| 1939/40                | Řím                    | Serie A                | 10     | 0    | IP            | 1             | 0             | -                    | 0                    | 0                    | 11     | 0      |
| Celkem v nejvyšší lize | Celkem v nejvyšší lize | Celkem v nejvyšší lize | 260    | 69   | -             | 10            | 1             | -                    | ?                    | ?                    | 270+   | 70+    |

## Hráčské úspěchy

### Klubové
- 2x vítěz italské ligy (1929/30, 1934/35)

### Reprezentační
- 1x na MS (1938 - zlato)
- 2x na MP (1933-1935 - zlato, 1936-1938)